# 毛猛达
毛猛达（1956年—），上海滑稽演员、笑星，上海人民滑稽剧团副团长。浙江慈溪人，中国民主同盟盟员，国家一级演员。毛猛达早年长期搭档沈荣海，之后固定搭档陈国庆。其参与情景剧老娘舅，成功塑造阿德哥一角，为人熟知。

## 个人经历
毛猛达参演了许多海派滑稽戏，其中包括了《老娘舅》（剧中扮演主要角色“阿德”）、《噱占上海滩》（扮演角色“唐福根”）、复排版的《七十二家房客》（扮演角色“369”）等戏剧；并创作表演了许多的独脚戏。除了电视剧和独脚戏外，毛猛达也在一些节目中担任过主持，例如《七彩哈哈镜》。2018年與沈榮海搭檔演出独脚戏《石库门的笑声》，並且接受新聞晨報採訪時表示自己是上海申花的球迷。

## 奖项
2008年参加上海东方电视台举办的第一届《笑林大会》比赛，成功当选“上海十大笑星”。
2010年，毛猛达获得第六届中国曲艺牡丹奖的表演奖，也是该届中唯一获得该奖项的南方笑星。